# Barrage d'El Cajón
Le barrage d'El Cajón est un barrage en Honduras. Il se situe à la frontière entre les départements de Cortés, de Yoro et de Comayagua et est associé à la centrale hydroélectrique Francisco Morazán, d'une puissance électrique de 300 MW.

## Histoire
Le projet commence dans les années 1960 : une entreprise américaine, Harza Engineering, cherche un site de production d'énergie hydroélectrique dans la région. Les études durent plusieurs années et en 1980, la construction est lancée ; elle se termine en 1985.